# Esme Mackinnon
Esme Mackinnon, britanska alpska smučarka, * 2. december 1913, Edinburgh, † 9. julij 1999.
Nastopila je na prvem Svetovnem prvenstvu 1931 v Mürrenu in osvojila naslova svetovne prvakinje v obeh disciplinah, slalomu in smuku.